# Han Pijesak
Han Pijesak je općina u Bosni i Hercegovini.

## Stanovništvo
Po posljednjem službenom popisu stanovništva iz 1991. godine, općina Han Pijesak imala je 6348 stanovnika, raspoređenih u 26 naselja.
| Stanovništvo općine Han Pijesak |                |                |                |
| godina popisa                   | 1991.          | 1981.          | 1971.          |
| Srbi                            | 3674 (57,87 %) | 3927 (57,08 %) | 4790 (61,37 %) |
| Muslimani                       | 2543 (40,05 %) | 2666 (38,75 %) | 2921 (37,42 %) |
| Hrvati                          | 7 (0,11 %)     | 9 (0,13 %)     | 16 (0,20 %)    |
| Jugoslaveni                     | 68 (1,07 %)    | 219 (3,18 %)   | 7 (0,08 %)     |
| ostali i nepoznato              | 56 (0,88 %)    | 58 (0,84 %)    | 70 (0,89 %)    |
| ukupno                          | 6348           | 6879           | 7804           |

#### Han Pijesak (naseljeno mjesto), nacionalni sastav
| Han Pijesak        |                |                |                |
| godina popisa      | 1991.          | 1981.          | 1971.          |
| Srbi               | 1873 (88,47 %) | 1413 (83,36 %) | 1326 (89,17 %) |
| Muslimani          | 148 (6,99 %)   | 82 (4,83 %)    | 108 (7,26 %)   |
| Hrvati             | 3 (0,14 %)     | 3 (0,17 %)     | 4 (0,26 %)     |
| Jugoslaveni        | 55 (2,59 %)    | 160 (9,43 %)   | 3 (0,20 %)     |
| ostali i nepoznato | 38 (1,79 %)    | 37 (2,18 %)    | 46 (3,09 %)    |
| ukupno             | 2117           | 1695           | 1487           |

## Naseljena mjesta
Babine Gornje, Berkovina, Brložnik, Džimrije, Gođenje, Han Pijesak, Japaga, Jelovci, Kraljevo Polje, Kram, Krivače, Kusače, Malo Polje, Mrkalji, Nerići, Nevačka, Pjenovac, Plane, Podžeplje, Potkozlovača, Ravanjsko, Rečica (dio), Rijeke, Rubinići (dio) i Stoborani.
Poslije potpisivanja Daytonskog sporazuma, veći dio općine Han Pijesak ušao je u sastav Republike Srpske. U sastav Federacije Bosne i Hercegovine ušlo je naseljeno mjesto Žeravice te dio naseljenih mjesta: Rubinići i Rečica. Ovo je područje ušlo u sastav općine Olovo.

## Povijest
Na starom karavanskom putu od Sarajeva, koji je vodio preko Romanije, nalazio se na svakih desetak kilometara po jedan han za odmor, konak i svratište putnika, te vojnih i trgovačkih karavana. Jedan od ovih hanova bio je i Han Pijesak, oko koga se dosta kasnije formira istoimeno naselje.
Evlija Čelebija 1664. godine na putu od Sarajeva prema Zvorniku spominje na hanpjesačkom prostoru nekoliko hanova oko kojih se kasnije formiraju manja ili veća naselja (Han Pijesak, Han Pogled, Han Mačkovac, Han Hanić). Ova naselja bila su najveća i najznačajnija.
Područje Han Pijeska nalazilo se na križanju puteva koji su ga povezivali sa Srebrenicom i dolinom Drine, dok su s druge strane vodili prema Vlasenici i Zvorniku, a s treće prema Sokocu, i preko Romanije do Sarajeva.
Han Pogled imao je strateški značaj u vrijeme opće nesigurnosti putnika izloženih odmetnicima u vrijeme vladavine Turaka. Od ovog se hana širi pogled preko Birača, prema Majevici, Drini i Srbiji, te je zbog toga dobio ime Pogled.
Prema vjerovanju, Han Pijesak dobio je ime po stalnim žalbama majstora, graditelja hana – da im je loš pijesak za zidanje. Drugih podataka u vezi s imenom ovog naselja nema.
Vremenom se na relativno širokom prostoru između Sokoca i Vlasenice ukazala potreba za administrativnim središtem, koje bi obuhvaćalo sela kojima su okolna naselja gradskog tipa bila relativno daleka. Dolaskom Austro-Ugarske izgrađena je i uskotračna željeznička pruga na potezu Zavidovići – Olovo – Han Pijesak – Kusače (s mnogim sporednim šumskim ograncima), a zatim i cesta duž starog karavanskog puta. Ovo je povećalo značaj Han Pijeska, pa se postupno oko nekadašnjeg hana počelo oblikovati i naselje radnika – drvosječa, koje se prvi put spominje 1895. godine.
Do Prvog svjetskog rata u području današnjeg naseljenog mjesta Han Pijeska gotovo da i nije bilo naselja osim hana, željezničke stanice (koja i danas postoji kao autobuska stanica) i nekoliko šumskih baraka na putu Sarajevo – Zvornik. Po završetku rata Han Pijesak okuplja i oko sebe privlači sela koja su tada bila orijentirana na okolna naselja gradskog tipa.
Između dva svjetska rata u blizini Han Pijeska je izgrađen rezidencijalni dvorac za jugoslavenskog kralja Aleksandra Karađorđevića, i predstavlja jedini objekt te vrste u Bosni i Hercegovini. Dvorac je izgorio 2005.
Pruga je između dva svjetska rata produžena od Kusača sve do Vratara iznad Žepe te je lokomotiva čekrkom spuštena od Vratara do Slapa (ušće rijeke Žepe u rijeku Drinu).

## Spomenici i znamenitosti
- Pravoslavna crkva "Svetog Pantelejmona"

## Obrazovanje
- Srednjoškolski centar Han Pijesak
- Osnovna škola "Milan Ilić Čiča – Šumadijski" Han Pijesak

## Sport
- Odbojkaški klub "Planinsko" osnovan je 1976. godine. Usprkos desetogodišnjem prekidu rada izazvanim ratnim i poslijeratnim okolnostima OK „Planinsko“ Han Pijesak polako se vraća na stare staze uspjeha. Za četiri godine, koliko je proteklo od reaktiviranja kluba 2002. godine ostvaren je značajan uspjeh, posebno u ženskoj kategoriji. Krajem prošle godine ponovo je u klubu formirana i muška seniorska ekipa, koja se pod vodstvom trenera Slaviše Dobrilovića uključila u Prvu ligu Republike Srpske, u takmičarskoj sezoni 2006./07.

## Vanjske poveznice
- Službene stranice općine